# Шампанская баня

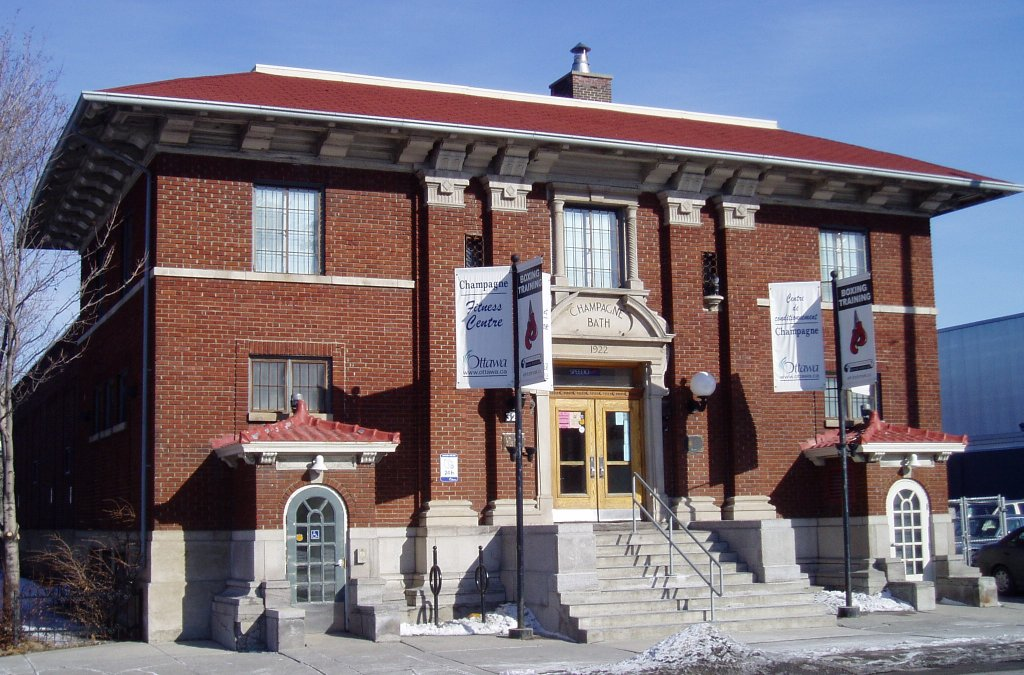
Шампанская баня

«Шампанская баня», англ. Champagne Bath, в настоящее время — фитнес-центр «Шампань», англ. Champagne Fitness Center — историческая баня в г. Оттава, Канада. Здание расположено в доме 321 по Кинг-Эдвард-авеню в районе Лоуэртаун.
Изначально здание было сооружено в связи с тем, что у многих жителей района Лоуэртаун, где в то время преобладали рабочие, не было собственных ванн дома. Также в здании первоначально размещалась библиотека. Сооружение началось в 1921 г. и было завершено в 1924 г. Архитектура здания сочетает стили испанского колониального возрождения и стиль прерий. Спроектировал здание архитектор Вернер Эрнст Ноффке.
Название бань связано не с шампанским, а с именем мэра г. Оттава Наполеона Шампаня. Здесь появился первый в Оттаве муниципальный плавательный бассейн, один из первых закрытых бассейнов в Оттаве. Бассейн был необычен тем, что был наполнен солёной водой, а не хлорированной. Вскоре после Шампанской бани на западе города была сооружена баня Планта, названная в честь следующего мэра.
До 1967 г. в бане было два разных входа, для мужчин и женщин, ведущих на разные этажи. По мере старения здания его популярность снижалась. В 1980-е гг., после сооружения новой бани Le Patro, городские власти даже предлагали закрыть баню, однако после публичных протестов было решено реставрировать её. Реставрация обошлась в сумму около 2 млн долларов. Здание открылось после реставрации в 1990 г. В нём размещён фитнес-центр, который посещают около 45000 человек в год, что всё ещё недостаточно для полной окупаемости.